# Ōzora (Hokkaido)
Ōzora (jap. 大空町 Ōzora-chō) – miasto w Japonii, w prefekturze Hokkaido, w podprefekturze Ohōtsuku. Według danych na rok 2020 miejscowość zamieszkiwało 6 775 mieszkańców , a gęstość zaludnienia wyniosła 19,7 os./km².